# Can Bonomo
Can Bonomo (Smirne, 16 maggio 1987) è un cantante e conduttore radiofonico turco.

## Vita e carriera
Can Bonomo è nato a Smirne il 16 maggio 1987 da una famiglia ebraica sefardita. Ha cominciato la sua carriera all'età di 8 anni suonando la chitarra e all'età di 17 anni ha esordito ufficialmente come corista durante le registrazioni discografiche ad Istanbul. Allo stesso tempo, Can ha lavorato come conduttore radiofonico, trasmettendo alcuni dei suoi programmi su Number One FM, Radio 101 e Radio Class.
Nel 2011 ha pubblicato un album chiamato Meczup, dal nome della canzone di maggior successo dell'album, ed il 9 gennaio 2012 è stato selezionato dall'emittente nazionale turca TRT per rappresentare il paese all'Eurovision Song Contest 2012 tenutosi in Azerbaijan, a Baku. La canzone con cui ha partecipato al concorso è stata presentata il 22 febbraio e si intitola Love Me Back; dopo essersi piazzato 5º nella sua semifinale, Can ha conquistato la settima posizione nella finale del 26 maggio. Per il momento è l'ultimo rappresentante della Turchia all'Eurovision Song Contest, in quanto l'emittente TRT, dopo il 2012, ha interrotto la sua partecipazione al concorso.

## Discografia
- Meczup (2011)
- Aşktan Ve Gariplikten (2012)
- Bulunmam Gerek (2014)

## Premi
- 2011 - "Golden Butterfly Television Awards" Miglior nuovo artista[5]